# Nhật ký

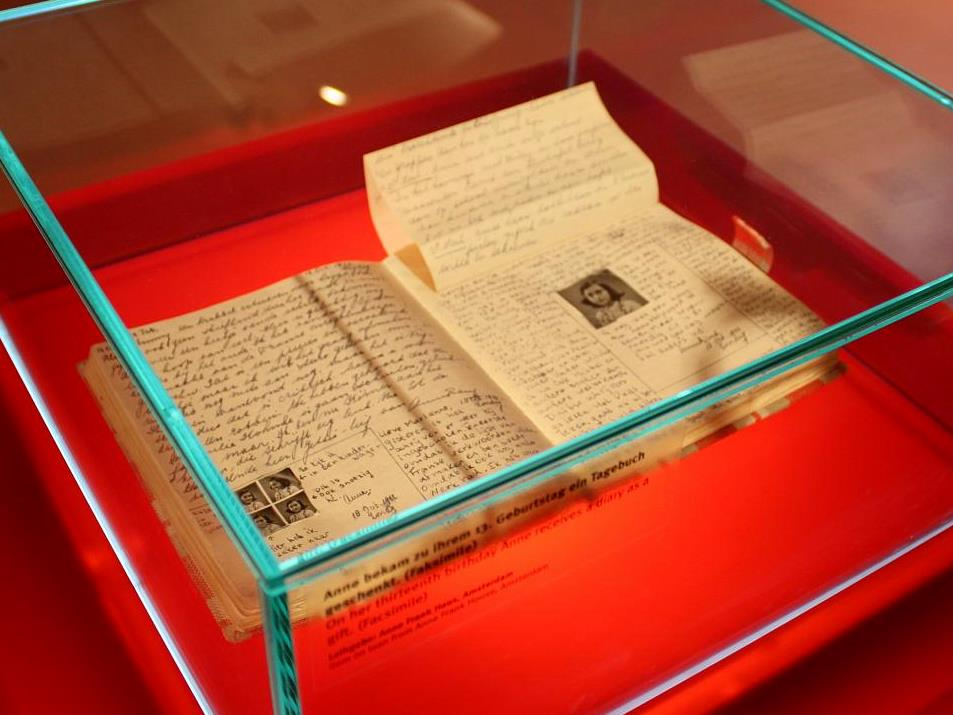
Một bản sao của cuốn nhật ký gốc của Anne Frank được trưng bày tại Berlin.

Nhật ký (tiếng Anh: diary) là một bản ghi chép bằng văn bản hoặc hình ảnh, với các mục riêng biệt được sắp xếp theo ngày tháng, ghi lại những gì đã xảy ra trong ngày hoặc khoảng thời gian khác. Nhật ký theo truyền thống được viết bằng tay nhưng hiện nay cũng thường được viết dưới dạng kỹ thuật số.
Nhật ký cá nhân có thể bao gồm những trải nghiệm, suy nghĩ và/hoặc cảm xúc của một người, không bao gồm những nhận xét về các sự kiện hiện tại nằm ngoài trải nghiệm trực tiếp của người viết.
Người giữ nhật ký được gọi là người viết nhật ký. Nhật ký được thực hiện cho mục đích của tổ chức đóng vai trò trong nhiều khía cạnh của nền văn minh nhân loại, bao gồm hồ sơ chính phủ (ví dụ: Hansard), sổ cái kinh doanh và hồ sơ quân sự. Trong tiếng Anh Anh, từ này cũng có thể biểu thị một định dạng tạp chí in sẵn.
Hansard là biên bản ghi chép các cuộc tranh luận tại quốc hội ở Anh và nhiều nước thuộc Khối thịnh vượng chung. Nó được đặt theo tên của Thomas Curson Hansard (1776–1833), một người làm nghề in và xuất bản ở Luân Đôn, cũng là nhà in chính thức đầu tiên của Quốc hội tại Westminster.
Ngày nay, thuật ngữ này thường được sử dụng cho nhật ký cá nhân, thường có mục đích giữ riêng tư hoặc có số lượng lưu hành hạn chế giữa bạn bè hoặc người thân. Từ "journal" đôi khi có thể được sử dụng cho "nhật ký", nhưng nói chung, nhật ký có (hoặc có ý định có) các mục hàng ngày (từ tiếng Latinh có nghĩa là 'ngày'), trong khi việc viết nhật ký có thể ít thường xuyên hơn.
Mặc dù nhật ký có thể cung cấp thông tin cho một cuốn hồi ký, tự truyện hoặc tiểu sử, nhưng nó thường được viết không nhằm mục đích xuất bản như hiện tại mà nhằm mục đích sử dụng riêng của tác giả.
Tuy nhiên, trong những năm gần đây, có bằng chứng nội bộ trong một số cuốn nhật ký (ví dụ như nhật ký của Ned Rorem, Alan Clark, Tony Benn hay Simon Gray) cho thấy chúng được viết với mục đích xuất bản, với mục đích tự minh oan (trước hoặc sau khi chết), hoặc đơn giản là vì lợi nhuận.
Mở rộng ra, thuật ngữ nhật ký cũng được dùng để chỉ ấn phẩm in của nhật ký viết tay; và cũng có thể chỉ các thuật ngữ nhật ký khác bao gồm các định dạng điện tử (ví dụ: blog).

## Từ nguyên
Từ 'diary' bắt nguồn từ diarium trong tiếng La-tinh ("phụ cấp hàng ngày," từ dies, nghĩa là "ngày"). Từ 'journal' có cùng một gốc (diurnus, "trong ngày") bắt nguồn từ tiếng Pháp cổ jurnal (tiếng Pháp hiện đại có từ jour nghĩa là ngày).
Việc sử dụng từ 'diary' sớm nhất được ghi lại để chỉ một cuốn sách ghi chép hàng ngày là trong vở hài kịch của Ben Jonson có tên Volpone vào năm 1605.